# 6403 Steverin
6403 Steverin este un asteroid din centura principală de asteroizi.

## Descriere
6403 Steverin este un asteroid din centura principală de asteroizi. A fost descoperit pe 8 iulie 1991 la Observatorul Palomar de Eleanor Francis Helin. Asteroidul prezintă o orbită caracterizată de o semiaxă mare de 2,60 ua, o excentricitate de 0,12 și o înclinație de 14,3° în raport cu ecliptica.